# Century Child
Century Child és el quart d'estudi àlbum de la banda Nightwish.

## Llista de cançons
1. Bless The Child (6:12)
2. End Of All Hope (3:55)
3. Dead To The World (4:19)
4. Ever Dream (4:43)
5. Slaying The Dreamer (4:31)
6. Forever Yours (3:50)
7. Ocean Soul (4:14)
8. Feel For You (3:55)
9. The Phantom Of The Opera (4:10)
10. Beauty Of The Beast (10:21)
  1. Long Lost Love
  2. One More Night To Live
  3. Christabel